# 草生村
草生村（くさわむら）は三重県安濃郡にあった村。現在の津市安濃町の西部、にあたる。本項では発足時の名称である草谷村（くさたにむら）についても述べる。

## 地理
- 山岳：船ヶ山、経が峰
- 河川：北大谷川、生水川

## 歴史
- 1889年（明治22年）4月1日 - 町村制の施行により、安部村・草生村・中川村の区域をもって草谷村が発足。
- 1891年（明治24年）6月12日 - 草谷村が改称して草生村となる。
- 1955年（昭和30年）1月15日 - 村主村・安濃村・明合村と合併して協和村が発足。同日草生村廃止。